# فرد وودز
فرد وودز (بالإنجليزية: Fred Woods)‏ هو مؤرخ أمريكي، ولد في 1956.